# Josef Donsberger
Josef Donsberger (* 23. Februar 1898 in Höchstädt an der Donau; † 20. März 1963 in Nürnberg) war ein deutscher Politiker (CSU).
Nach dem Besuch der Volksschule machte Donsberger die Lehre zum Steinmetz. Im Ersten Weltkrieg war er im Wehr- und Kriegsdienst und noch bis 1920 im Lazarett tätig. Nach Kriegsende besuchte er einige kaufmännische Kurse an der Oberbayerischen Invalidenschule und wechselte daraufhin als Beamtenanwärter zur Eisenbahndirektion Augsburg. Er studierte an der Hochschule für Wirtschafts- und Sozialwissenschaften in Nürnberg und an der Handelshochschule Nürnberg. Von 1924 bis zu seiner Entlassung 1933 war er als Verbandsbeamter und Bezirksleiter beim Bayerischen Eisenbahnerverband im Eisenbahndirektionsbezirk Nürnberg tätig. Nach fünfjähriger Arbeitslosigkeit war er von 1938 bis 1945 bei verschiedenen Firmen und Behörden angestellt. Danach leitete er ein Jahr lang das Katholische Volksbüro in Nürnberg. 1947 war er Mitbegründer der Beamtenorganisation in Bayern, von 1950 bis 1963 war er zweiter Landesvorsitzender des Bundes Bayerischer Beamtenverbände, ferner gehörte er dem Hauptvorstand des Deutschen Beamtenbundes, dem Bayerischen Verfassungsgerichtshof und dem Aufsichtsrat der Sebaldus-Verlag GmbH an.
Donsberger war von 1920 bis 1933 Mitglied der Bayerischen Volkspartei. Nach dem Zweiten Weltkrieg war er Mitbegründer der CSU in Nürnberg. In der CSU gehörte er von 1946 bis 1962 mit zweijähriger Unterbrechung dem Landesvorstand an und war von 1959 an Vorsitzender der Beamtenvereinigung. Vom 1. Dezember 1946 bis zum 23. November 1958 war er Abgeordneter im Bayerischen Landtag und in der ersten Wahlperiode auch Vorstandsmitglied der Landtagsfraktion. Vom 1. Januar 1960 bis zu seinem Tod war er Mitglied des Bayerischen Senats für die Gruppe der Gewerkschaften.